# タカトシの上がり目下がり目
『タカトシの上がり目下がり目』（タカトシのあがりめさがりめ）は、2013年3月25日にTBS系列で放送されたバラエティ番組・特別番組である。

## 出演者

### MC
- タカ（タカアンドトシ）

### 進行
- 吉田明世（TBSアナウンサー）

### パネリスト
- トシ（タカアンドトシ）

### ゲスト
- COWCOW
- すみれ
- 鳩山太郎
- 森永卓郎

## ネット局
| 放送対象地域   | 放送局                | 系列    | 放送日時                    | 遅れ日数   |
| -------------- | --------------------- | ------- | --------------------------- | ---------- |
| 関東広域圏     | TBSテレビ（TBS）      | TBS系列 | 2013年3月25日 23:50 - 24:50 | 制作局     |
| 北海道         | 北海道放送（HBC）     | TBS系列 | 2013年3月25日 23:50 - 24:50 | 同時ネット |
| 岩手県         | IBC岩手放送（IBC）    | TBS系列 | 2013年3月25日 23:50 - 24:50 | 同時ネット |
| 山形県         | テレビユー山形（TUY） | TBS系列 | 2013年3月25日 23:50 - 24:50 | 同時ネット |
| 福島県         | テレビユー福島（TUF） | TBS系列 | 2013年3月25日 23:50 - 24:50 | 同時ネット |
| 静岡県         | 静岡放送（SBS）       | TBS系列 | 2013年3月25日 23:50 - 24:50 | 同時ネット |
| 愛媛県         | あいテレビ（ITV）     | TBS系列 | 2013年3月25日 23:50 - 24:50 | 同時ネット |
| 長野県         | 信越放送（SBC）       | TBS系列 | 2013年3月26日 23:50 - 24:50 | 1日遅れ    |
| 岡山県・香川県 | 山陽放送（RSK）       | TBS系列 | 2013年4月1日 23:53 - 24:53  | 7日遅れ    |
| 中京広域圏     | 中部日本放送（CBC）   | TBS系列 | 2013年4月1日 24:58 - 25:58  | 7日遅れ    |
| 石川県         | 北陸放送（MRO）       | TBS系列 | 2013年4月3日 23:58 - 24:58  | 9日遅れ    |
| 広島県         | 中国放送（RCC）       | TBS系列 | 2013年4月4日 23:58 - 24:58  | 10日遅れ   |
| 鹿児島県       | 南日本放送（MBC）     | TBS系列 | 2013年4月6日 14:00 - 15:00  | 12日遅れ   |
| 大分県         | 大分放送（OBS）       | TBS系列 | 2013年4月14日 10:30 - 11:30 | 20日遅れ   |
| 宮城県         | 東北放送（TBC）       | TBS系列 | 2013年4月25日 24:10 - 25:10 | 31日遅れ   |
| 熊本県         | 熊本放送（RKK）       | TBS系列 | 2013年5月1日 23:58 - 24:58  | 37日遅れ   |
| 新潟県         | 新潟放送（BSN）       | TBS系列 | 2013年7月10日 20:00 - 20:54 | 107日遅れ  |

## スタッフ
- 構成：戸田倫明、木野聡、興津豪乃、梅田道人
- TM・TD：金澤健一
- VE：藤本剛
- カメラ：荒井隆之
- 音声：宇野仁美
- 照明：渋谷康治
- CG：岩屋朝仁
- 美術プロデューサー：山口智広
- 美術デザイナー：齋藤傑
- 美術制作：川崎光紘
- 装置：相良比佐夫
- 装置操作：小野寺浩
- 電飾：伊吹英之
- アクリル装飾：渡邊卓也
- 化粧：大野志穂
- タイトル：岩澤新平
- 編集：生江正俊（glow）
- MA：村尾博一（ジーリンクスタジオ）
- 音響効果：田中寿一（J-WORKS）
- 編成：時松隆吉
- 番宣：奥住達也
- リサーチ：ジーワン
- デスク：石川素子
- AD：江橋純一、牧野亜佐美、中林和昭
- ディレクター：藤野大作、杉井雄哉
- 制作プロデューサー：富田好美
- プロデューサー・演出：平野亮一
- EP：安田淳
- 製作著作：TBS